# .ao
.ao — в Інтернеті, національний домен верхнього рівня (ccTLD) для Анголи.

## Домени 2-го та 3-го рівнів
В цьому національному домені нараховується близько 524,000 [Архівовано 11 квітня 2022 у Wayback Machine.] вебсторінок (станом на січень 2009 року).
У наш час використовуються та приймають реєстрації доменів 3-го рівня такі доменні суфікси (відповідно, існують такі домени 2-го рівня):
| Суфікс | Регламентовані користувачі          |
| ------ | ----------------------------------- |
| .co.ao | Комерційні установи, корпорації     |
| .og.ao | Неприбуткові, неурядові організації |